# Briteiros Santo Estêvão e Donim
Briteiros Santo Estêvão e Donim (oficialmente: União das Freguesias de Briteiros Santo Estêvão e Donim)  é uma freguesia portuguesa do município de Guimarães, com 5,94 km² de área e 2 024 habitantes (censo de 2021). A sua densidade populacional é 340,7 hab./km².

## História
Foi constituída em 2013, no âmbito de uma reforma administrativa nacional, pela agregação das antigas freguesias de Santo Estêvão de Briteiros e Donim e tem a sede em Briteiros Santo Estevão.

## Demografia
A população registada nos censos foi:
| Distribuição da População por Grupos Etários | Distribuição da População por Grupos Etários | Distribuição da População por Grupos Etários | Distribuição da População por Grupos Etários | Distribuição da População por Grupos Etários | Distribuição da População por Grupos Etários |
| -------------------------------------------- | -------------------------------------------- | -------------------------------------------- | -------------------------------------------- | -------------------------------------------- | -------------------------------------------- |
| Antes da agregação                           |                                              |                                              |                                              |                                              |                                              |
| Ano                                          | 0-14 anos                                    | 15-24 anos                                   | 25-64 anos                                   | >= 65 anos                                   | Total                                        |
| 2001                                         | 525                                          | 421                                          | 1145                                         | 246                                          | 2337                                         |
| 2011                                         | 359                                          | 308                                          | 1148                                         | 310                                          | 2125                                         |
| Após a agregação                             |                                              |                                              |                                              |                                              |                                              |
| Ano                                          | 0-14 anos                                    | 15-24 anos                                   | 25-64 anos                                   | >= 65 anos                                   | Total                                        |
| 2021                                         | 244                                          | 263                                          | 1126                                         | 391                                          | 2024                                         |